# Carex rossii
Espèce
Classification phylogénétique
Statut de conservation UICN

 LC  : Préoccupation mineure
Carex rossii ou Carex brevipes ou Carex diversistylis est une espèce de plantes du genre Carex et de la famille des Cyperaceae.

## Habitat
La plante est présente dans une grande partie centrale et occidentale de l'Amérique du Nord. À l'ouest, elle est présente de la Californie jusqu'en Alaska. Plus à l'est, elle est présente du Nouveau-Mexique jusqu'en Ontario. La plante apprécie aussi bien les milieux humides que secs dans les zones boisées en climat tempéré, dans les prairies, dans les alpages ou dans les milieux secs couverts d'arbustes.

## Description
La plante produit une tige pouvant atteindre 40 centimètres de haut à partir d'un réseau dense de rhizomes. Les feuilles sont vert foncé et de grandes tailles.

### Référence
1. ↑  IPNI. International Plant Names Index. Published on the Internet http://www.ipni.org, The Royal Botanic Gardens, Kew, Harvard University Herbaria & Libraries and Australian National Botanic Gardens., consulté le 13 juillet 2020.
2. ↑  (en) « Habitat de la plante », USDA (consulté le 16 mars 2010)